# Diocèse de Crema
 (novembre 2020).
Le diocèse de Crema (en latin : Dioecesis Cremensis ; en italien : Diocesi di Crema) est un diocèse de l'Église catholique en Italie, suffragant de l'archidiocèse de Milan et appartenant à la région ecclésiastique de Lombardie.

## Territoire
Il est situé dans la province de Crémone, le reste de cette province étant gérée par les diocèses de Crémone et Mantoue. Le diocèse a une superficie de 278 km2 couvrant 63 paroisses regroupées en 6 archidiaconés. L'évêché est à Crema avec la cathédrale de l'Assomption.

## Histoire
La naissance du diocèse de Crema, le dernier et le plus petit des diocèses lombardes à être établi, est intimement lié à l'expansion des Domini di Terraferma de la république de Venise. En effet, le 16 septembre 1449, la domination de la Sérénissime s'exerce sur Crema et ses territoires environnants. En 1451, les dirigeants entament des négociations pour l'érection d'un diocèse sur le territoire de l'ancienne Isola Fulcheria (it), sur laquelle, à cette époque, les diocèses de Crémone, Lodi et Plaisance exercent leur juridiction ecclésiastique. Dans la ville de Crema, il y a des paroisses dépendantes de Plaisance et de Crémone ; Venise ne réussit pas à changer cet état de chose malgré sa bonne volonté, pas plus que saint Charles Borromée un siècle plus tard.
Cependant, n'abandonnant pas les Cremaschi de leurs demandes, le pape Grégoire XIII envoie en 1579 l'évêque de Rimini à Crema et le visiteur apostolique ne peut que constater les graves difficultés d'un territoire dont la juridiction spirituelle est régie par trois évêques différents. Pour résoudre cette difficulté ; le pape érige le diocèse de Crema le 11 avril 1580 par la bulle Super universas et le nomme suffragant de l'archidiocèse de Milan en prenant sur les territoires des diocèses de Crémone, Lodi et Plaisance.
La bulle est exécutée le 21 septembre suivant, jour où le chapitre de la collégiale Santa Maria Maggiore, à la demande du Saint-Siège, élit l'archidiacre Leonardo Vimercati pour gouverner le nouveau diocèse en attendant la désignation d'un évêque. Enfin, le 21 novembre, Grégoire XIII nomme le vénitien Gerolamo Diedo, primicier de la cathédrale de Padoue, et le même jour, par le bref Ut res dant sese, place le diocèse sous exemption.
Le 10 décembre 1582, Grégoire XIII élève le diocèse de Bologne au rang d'archidiocèse métropolitain en lui donnant le diocèse de Crema comme suffragant. Le 5 février 1835, le pape Grégoire XVI renomme Crema comme suffragant de l'archidiocèse de Milan par la bulle Romani Pontificis.
Le 20 juin 1992, Jean-Paul II effectue la première visite d'un pape dans le diocèse de Crema.